# Universidad Leonardo da Vinci (Chile)
La Universidad Leonardo da Vinci fue una universidad privada chilena con sede en Rancagua, existente entre 1989 y 1996.

## Historia
El 26 de enero de 1989, las Fundaciones Leonardo da Vinci y Santa Cruz de Triana acordaron fundar una casa de estudios superiores en la Región de O'Higgins, que llevaría por nombre Universidad Leonardo da Vinci. Fue inaugurada el 7 de abril de ese año en un acto celebrado en el Club Ansco de Rancagua.
Comenzó sus actividades académicas en 1990, con tres carreras: Ingeniería Civil Industrial en Minas, Ingeniería Civil en Computación e informática y Agronomía. Su rector fue Pedro Hernández Garrido.
En noviembre de 1995, fue adquirida por la Universidad Santo Tomás perteneciente a Gerardo Rocha y cambió su denominación a Universidad Santa Cruz de Triana el 6 de diciembre de ese año. Esta cerraría sus puertas en 1996, en medio de fuertes cuestionamientos por parte de la autoridad en relación con su infraestructura y administración. La universidad solicitó su cierre el 20 de junio de 1996, lo cual fue aceptado el 8 de abril de 1997.